# Museo Goya

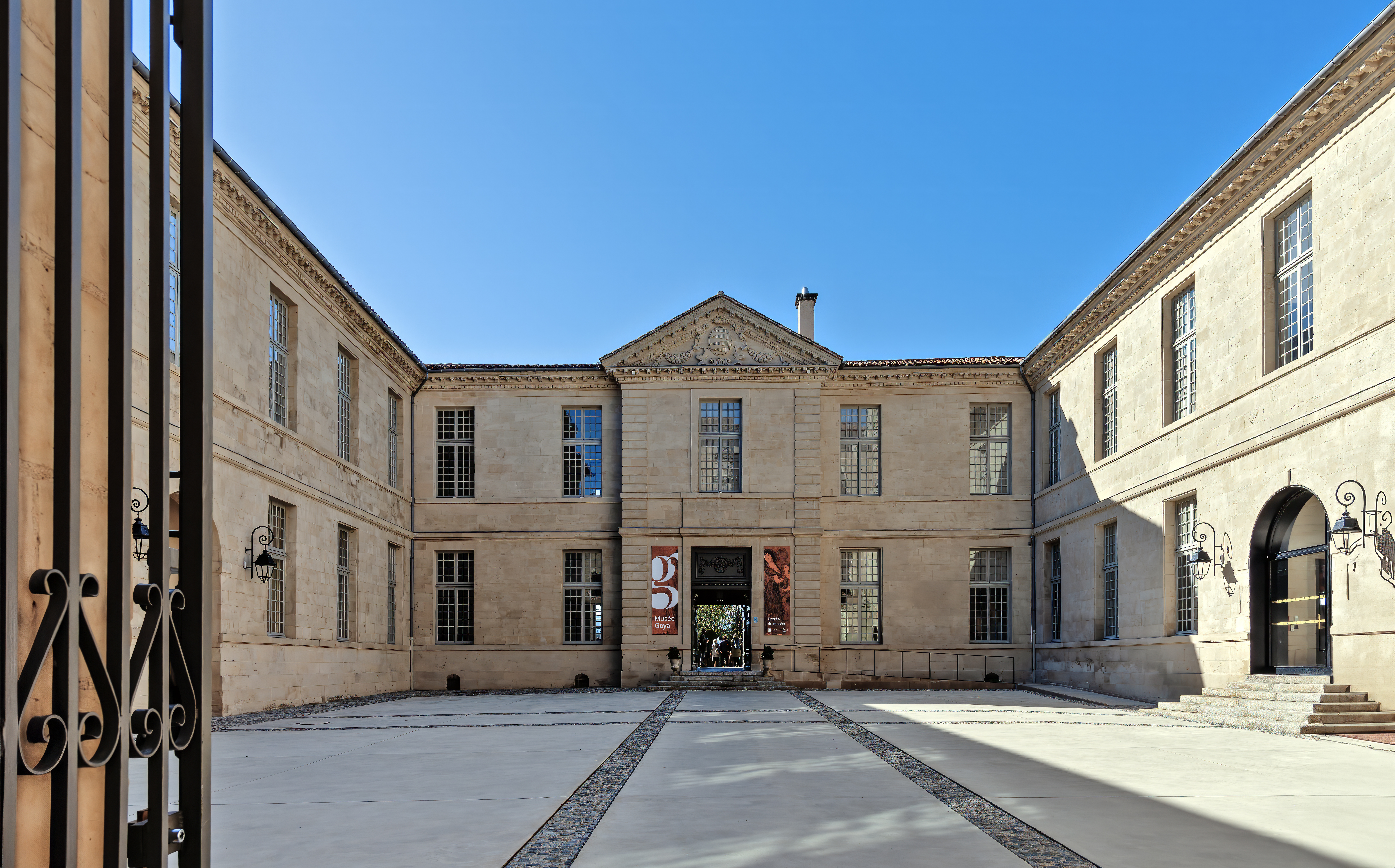
Patio del Museo Goya.

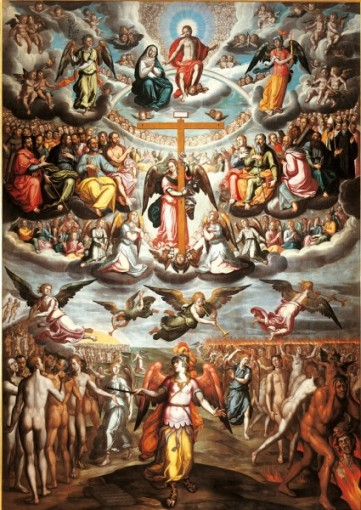
El Juicio Final, cuadro de Francisco Pacheco.

El Museo Goya (Musée Goya) es la principal institución cultural de la villa de Castres (Francia). Su nombre se debe al especial protagonismo del pintor Francisco de Goya en la colección, así como porque toda ella se ha enfocado hacia el arte español.
El museo se ubica en un sector antiguo de Castres, en el antiguo palacio episcopal, construido en 1675 con planos diseñados por Jules Hardouin-Mansart, uno de los arquitectos del Palacio de Versalles.  El palacio también es famoso por sus jardines diseñados por André Le Nôtre.

## Historia
Aunque el museo existía desde 1840, fue en 1894 cuando el Legado Briguiboul recibido por la Villa determinó la vocación hispánica de la institución. Briguiboul, un pintor y coleccionista, admirador de los grandes maestros españoles, había reunido numerosas obras de calidad, entre ellas las tres de Goya.
En 1949, dos depósitos del Louvre confirmaron dicha especialización en arte español: una Virgen de Murillo y un Retrato de Felipe IV cazador que replica el original de Diego Velázquez del Museo del Prado. El ejemplar de Castres, de autoría debatida (presumible copia del taller de Velázquez) entraña especial interés porque fue reproducido en un grabado al aguafuerte por Édouard Manet.
Este museo de arte hispánico, único en su género en Francia, ha continuado su enriquecimiento en arte español, especialmente en los últimos veinte años, y se ha convertido en una referencia para su historia desde la Antigüedad hasta el siglo XX.

## Colección
Conserva 200 pinturas españolas (más que las 173 del Louvre), 140 esculturas, monedas y cerca de 1.000 dibujos y estampas incluyendo las cuatro series principales de grabados de Goya y una de Juan Miró. La colección en total alcanza las 5.000 piezas, entre ellas 420 pinturas francesas y 612 armas.
Autores españoles representados (por orden alfabético): Hermen Anglada Camarasa (Noche en Sevilla), José Aparicio (Sócrates enseñando), Juan de Arellano, Francisco Bayeu, Aureliano de Beruete, Alonso Cano (La Anunciación, La Visitación, Los desposorios de la Virgen), José del Castillo (Alegoría de Carlos III y la monarquía), Antoni Clavé (Bodegón), Claudio Coello, Óscar Domínguez (La Atlántida), Alejo Fernández (La Adoración de los magos), Mariano Fortuny, Goya (Autorretrato con anteojos, Retrato de Francisco del Mazo, La Junta de Filipinas), Francisco Herrera el Viejo, Juan de Juanes, Celso Lagar, Eugenio Lucas, Vicente Macip, Federico de Madrazo, Maruja Mallo, Sebastián Muñoz (El martirio de san Sebastián), Antonio Muñoz Degrain, Murillo, Pedro Orrente, Francisco Pacheco (Cristo servido por los ángeles, El Juicio Final), Juan Pantoja de la Cruz (Felipe III como gran maestre de la Orden de Toisón de Oro), Luis Paret, Picasso, Francisco Ribalta, José de Ribera (Martirio de san Andrés), Santiago Rusiñol, Sorolla, Juan de Valdés Leal, Valentín de Zubiaurre, Ignacio Zuloaga y Francisco de Zurbarán.
Una selección de obras de este museo se expuso en España en 2002, con patrocinio del banco BBVA.